# (1356) Nyanza
(1356) Nyanza – planetoida z pasa głównego asteroid okrążająca Słońce w ciągu 5 lat i 152 dni w średniej odległości 3,08 au. Została odkryta 3 maja 1935 roku w Union Observatory w Johannesburgu przez Cyrila Jacksona. Nazwa planetoidy pochodzi od prowincji Nyanza w Kenii. Przed nadaniem nazwy planetoida nosiła oznaczenie tymczasowe (1356) 1935 JH.